# Angela Billingham
Angela Theodora Billingham, baronessa Billingham (ur. 31 lipca 1939 w Liverpoolu) – brytyjska polityk, nauczycielka i działaczka samorządowa, posłanka do Parlamentu Europejskiego IV kadencji, członkini Izby Lordów.

## Życiorys
Absolwentka instytutu edukacji na Uniwersytecie Londyńskim i wydziału edukacji Uniwersytetu Oksfordzkiego. Pracowała jako nauczycielka. Zaangażowała się w działalność polityczną w ramach Partii Pracy. Była radną Banbury (1970–1974), dystryktu Cherwell (1974–1986) i hrabstwa Oxfordshire (1992–1994).
Z ramienia laburzystów w latach 1994–1999 zasiadała w Europarlamencie, pracując w Komisji Gospodarczych i Walutowych oraz Polityki Przemysłowej. W 2000 otrzymała nominację na para dożywotniego, dołączając do Izby Lordów.